# زندگی در آب با استیو زیسو
زندگی در آب با استیو زیسو (به انگلیسی: The Life Aquatic with Steve Zissou) یک فیلم کمدی-درام به کارگردانی وس اندرسون که در سال ۲۰۰۴ منتشر شد.

## خلاصه داستان
اقیانوس‌شناسی بنام «استیو زیسو» تصمیم می‌گیرد از کوسه‌ای افسانه‌ای که دوستش را کشته است، انتقام بگیرد. از این رو خدمه‌ای را جمع می‌کند و ..